# Женска фудбалска репрезентација Монтсерата
Женска фудбалска репрезентација Монтсерата (енгл. Women's football in Montserrat, је женски фудбалски тим који представља Монтсерат на међународним такмичењима и такмичи се у Конфедерацији фудбалског савеза Северне, Централне Америке и Кариба (Конкакаф).
Женска фудбалска репрезентација Монсерата није одиграла ниједну утакмицу коју признаје ФИФА, иако је то било планирано пре повлачења из такмичења. Фудбалски савез Монтсерата је основан 1994. године, а постао је члан ФИФА-е 1996. године.

## Историја
Године 1985. само неколико земаља на свету имало је женску фудбалску репрезентацију, укључујући Монсерат.[2] Између 1985. и априла 2012. тим није наступио ни у једној утакмици коју признаје ФИФА. Требало је да се такмиче на Карибима у квалификацијама за златни куп Конкакафа 2002. 30. јуна требало је да играју против Девичанских острва Сједињених Држава, али су се повукли са турнира. Исто тако, требало је да се такмиче у квалификацијама за женски златни куп Конкакаф 2006. године. Требало је да играју против Сент Китс и Невис, али су се повукли са турнира. У марту 2012. тим није био рангиран у свету од стране ФИФА. Тим је требало да се појави на КФС „Вуменс челинџ сириес 2018, али су поново одустале.

## Позадина и развој
Национална федерација је створена 1994. године и постала је чланица ФИФА 1996. године.[7]